# Drama/Mex
Drama/Mex es una película dramática mexicana de 2006, dirigida por Gerardo Naranjo. Se encuentra dividida en 3 segmentos jóvenes que son situadas en el puerto de Acapulco. Esta película es el segundo largometraje del director Gerardo Naranjo y fue proyectada en el festival de Cannes junto con el cortometraje David y el documental Toro negro.

## Argumento
Drama/Mex cuenta la historia de los adolescentes Fernanda y Chano de clase media-alta los cuales tienen una relación destructiva donde mantienen relaciones sexuales violentas y Fernanda engaña a Chano con Gonzalo, un portero. Esta historia se combina con la historia de un burócrata suicida que se roba la nómina de su trabajo y una chica que huye de su casa se entrelazan en el puerto mexicano de Acapulco.

## Reparto
- Fernando Becerril como Jaime
- Juan Pablo Castaneda como Gonzalo
- Diana Garcia como Fernanda
- Martha Claudia Moreno como Mama Yhahaira
- Miriana Moro como Tigrillo
- Emilio Valdés como Chano Cuerpiperro
- Amandititita como No falla chica

## Festivales
- 59 Festival de Cine de Cannes, Francia 2006.
- 31 Festival Internacional de Cine de Toronto, Canadá 2006.
- 50 Festival Internacional de Cine de Londres, Gran Bretaña 2006.
- 4 Festival Internacional de Cine de Morelia, México 2006.
- 4 Festival Internacional de Cine Contemporáneo de la Ciudad de México, 2007.
- 7 Festival de Creación Audiovisual, Ciudad de Majadahonda, España 2007.